# دانیل هنریش
دانیل هنریش (انگلیسی: Daniel Henrich؛ زادهٔ ۲۹ سپتامبر ۱۹۹۱) بازیکن فوتبال اهل آلمان است.
از باشگاه‌هایی که در آن بازی کرده‌است می‌توان به باشگاه فوتبال کیکرز اوفنباخ اشاره کرد.